# Perissus intersectus
Perissus intersectus là một loài bọ cánh cứng trong họ Cerambycidae.